# 史光柱
史光柱（1963年—），出生于云南省马龙县，是一位中国作家、军人。

## 生平
1981年加入中国人民解放军，1984年1月加入中国共产党。同年，随驻滇某团开赴前线。两山战役中，史光柱因伤双目失明。退伍后就读于深圳大学中文系，后发表诗歌、散文500余篇。

## 荣誉
先后荣立一等功1次、二等功2次、三等功2次，中央军委授予“战斗英雄” 荣誉称号。
1990年被授予“全国自强模范”称号。2006年被评选为“全国十佳卓越人物”。2009年被评选为“100位新中国成立以来感动中国人物”。